# 8kids
8kids ist eine Post-Hardcore-Band aus dem hessischen Darmstadt.

## Geschichte
Gegründet wurde 8kids im Jahr 2013 von den beiden Musikern Hans Koch und Jonas Jakob, die beide bereits seit längerer Zeit in der lokalen Musikszene in Darmstadt aktiv waren.  Später stieß mit Emma McLellan eine Schlagzeugerin zu den Musikern.
Im März 2016 unterschrieb die Band einen Vertrag mit dem Musikverlag Melodie der Welt und der Managementagentur Ever Ever Management. Bereits einen Monat zuvor unterzeichnete 8kids einen Plattenvertrag bei der österreichischen Plattenfirma Napalm Records. Anfang April wurde mit Alles löst sich auf das erste Musikvideo auf der Homepage des Musikmagazins Visions vorgestellt; Ende desselben Monats erschien mit Dämonen die Debüt-EP der Gruppe. Im August des gleichen Jahres spielte die Band bei Olgas Rock in Oberhausen.
Die Gruppe tourte im April 2017 als Vorband für To the Rats and Wolves durch Deutschland, Österreich, die Schweiz und Tschechien. Ende Mai folgte, kurz nach der Herausgabe des Debütalbums Denen, die wir waren, welches in Zusammenarbeit mit dem Produzenten Kristian Kohlmannslehner entstanden war, eine kurze Deutschland-Tour als Headliner gemeinsam mit Anorak. Es folgt zwischen dem 29. September und dem 7. Oktober 2017 eine kleine Tournee durch Deutschland, Österreich und die Schweiz als Vorband für Van Holzen.
Zwischen dem 17. Januar und dem 3. Februar 2018 absolvierten 8kids eine weitere Deutschland-Konzertreise. Den Sommer verbrachte die Band auf Musikfestivals wie dem With Full Force, Highfield Festival, dem Green Juice Festival und dem Hurricane Festival. Im März und April 2019 tourte die Band mit Swiss und Die Andern durch Deutschland und Österreich. Im März erschien mit Wir bleiben Kids eine erste neue Single mit Swiss als Gastmusiker. Ende Mai erschien mit Kraft die zweite Single des am 23. August 2019 veröffentlichten zweiten Studioalbums Blūten. Es folgte die zweiwöchige „Wir bleiben Kids“-Tour durch Deutschland mit Gastauftritten von Swiss und Kind Kaputt. Die ursprünglich im Frühjahr 2020 geplante „Für immer Kids“-Tour wurde mit Ausnahme eines Konzerts in Darmstadt auf das darauffolgende Jahr verschoben. Für den Sommer wurde die Veröffentlichung eines Live-Mitschnitts aus Leipzig in Form einer Live-EP angekündigt. Diese trägt den Namen Live in Leipzig 2019, beherbergt fünf Titel und erscheint am 14. August 2020 über Napalm Records.
Ende April 2022 gab die Gruppe den Ausstieg der Schlagzeugerin Emma McLellan bekannt. Neuer Schlagzeuger wurde Leif, der mit den Musikern eng befreundet ist.

## Stil
Die Liedtexte der dreiköpfigen Band wurden in der Anfangsphase allesamt in englischer Sprache geschrieben. Mit dem Einstieg der Schlagzeugerin Emma McLellan wurden die Lieder in deutscher Sprache verfasst. Auf der Debüt-EP Dämonen wird die Musik als dynamisch beschrieben. Die Lieder beinhalten emotionale Komponenten und poppige Einflüsse, welche vereinzelt durch kurze Screamo-Passagen gekreuzt werden. Der Klang der Gruppe pendelt zwischen Caliban und diversen Emo-Künstlern.
Die Texte der Gruppe werden als tiefgründig beschrieben. So handelt das Lied Zeit aus dem Debütalbum Denen, die wir waren von Trauer. Hintergrund des Liedtextes ist  die gescheiterte Liebesbeziehung des Gitarristen Hans Koch, die er über einen langen Zeitraum nicht überwinden konnte. An dem Stück arbeiteten die Musiker insgesamt zwei Jahre.

## Mitglieder

8kids, live auf dem With Full Force 2018
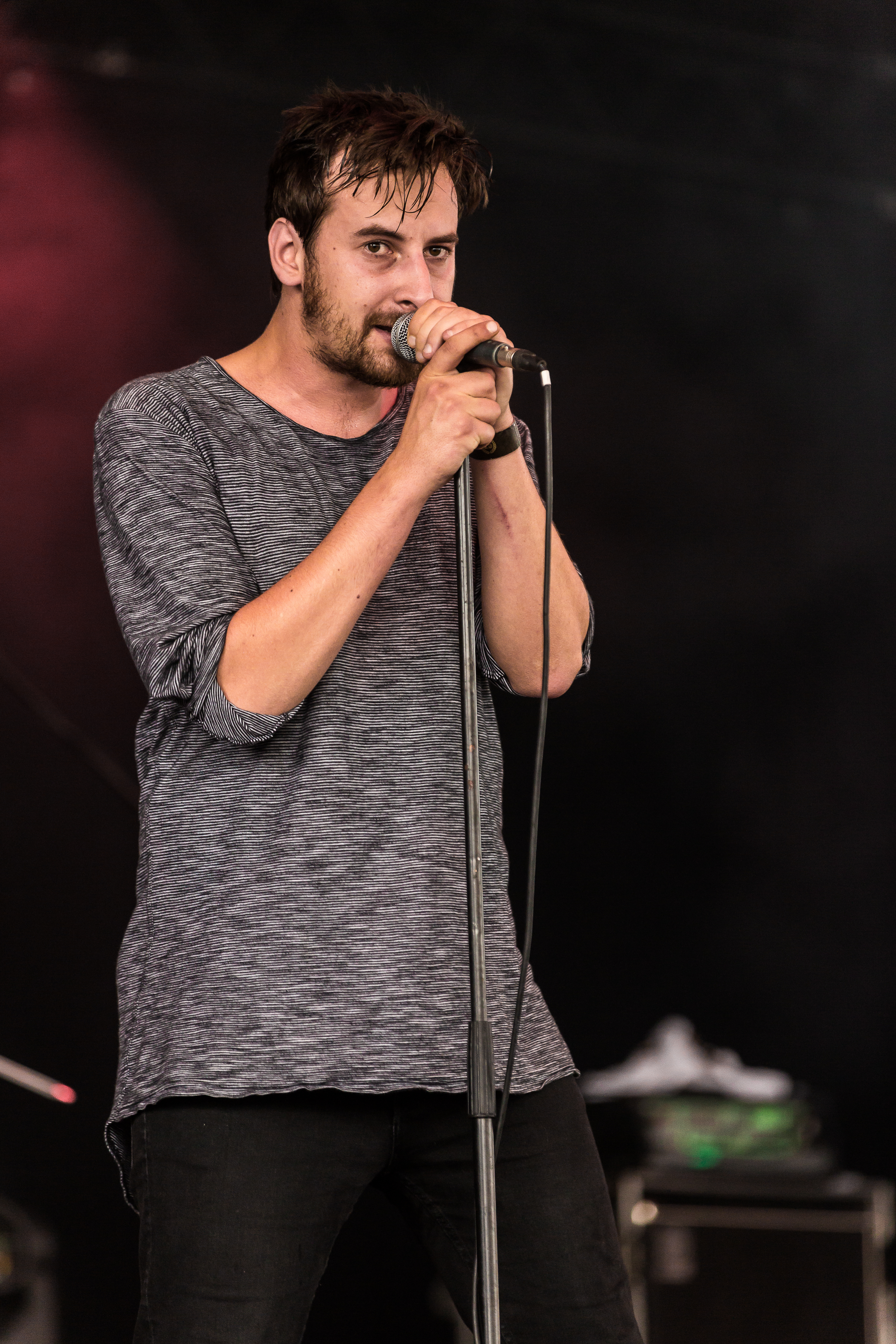
Sänger und Gitarrist Jonas Jakob, 2018
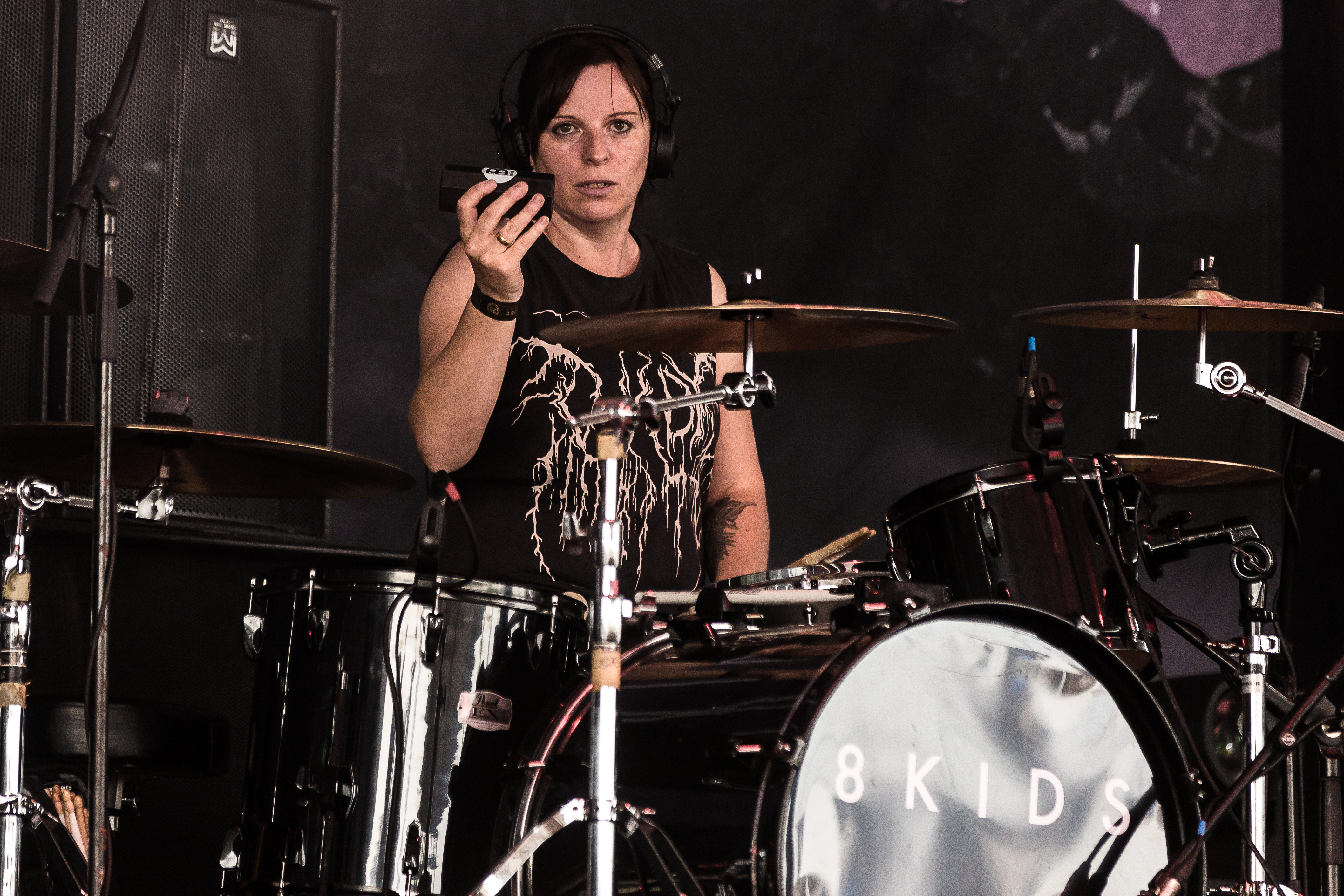
Schlagzeugerin Emma McLellan, 2018
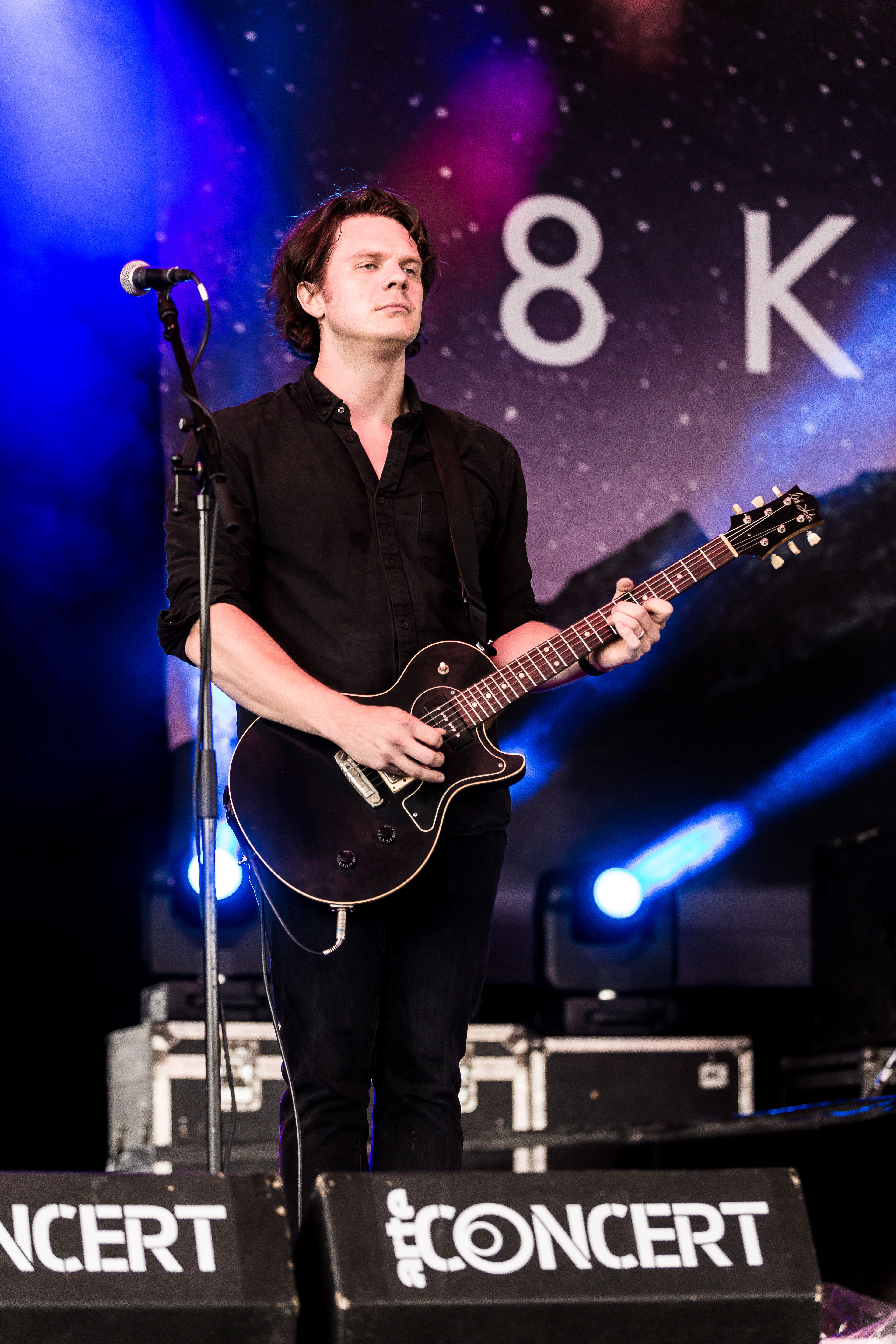
Gitarrist Hans Koch, 2018
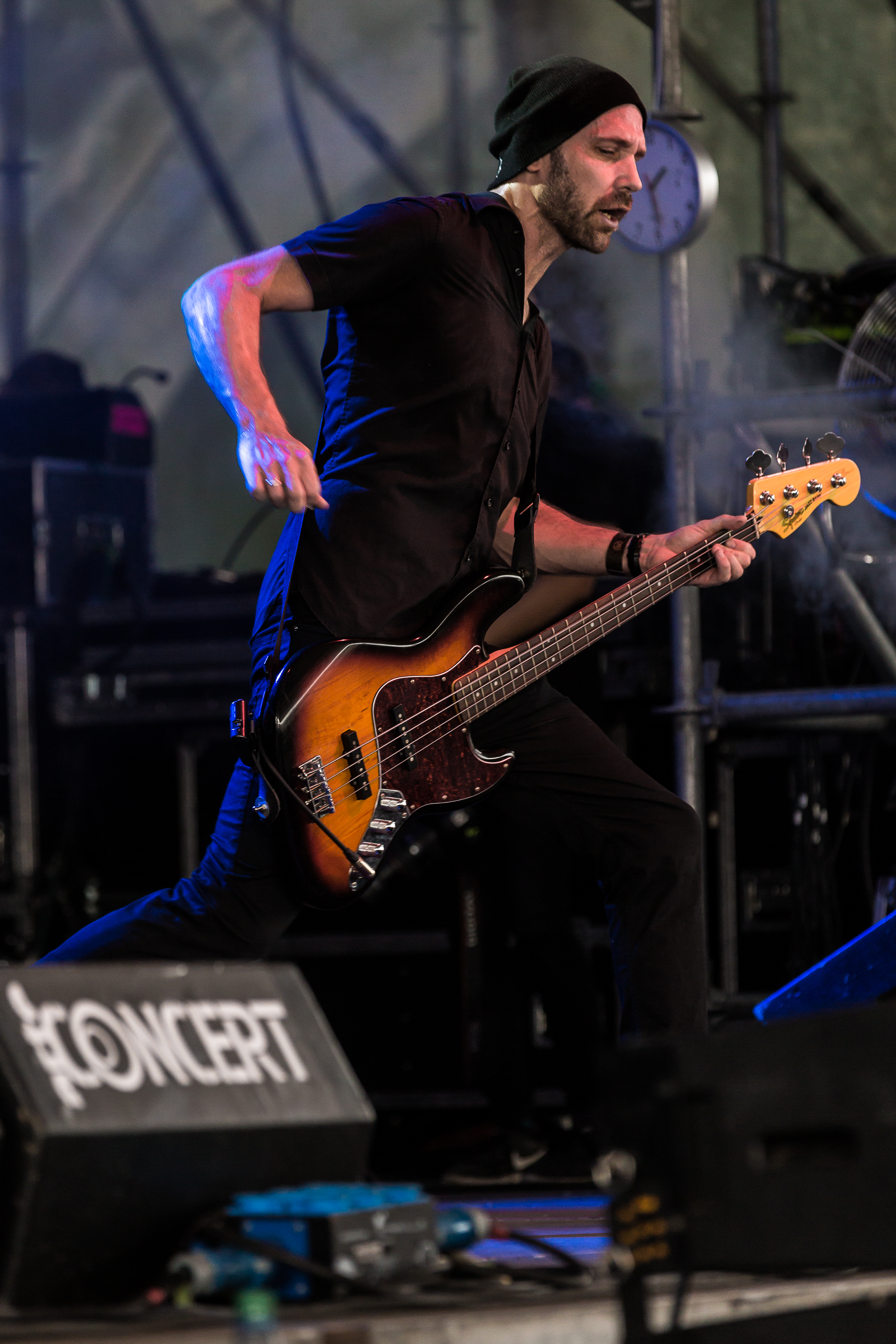
Live-Bassist Kristian Kohlmannslehner, 2018

## Diskografie
- 2016: Dämonen (EP, Napalm Records)
- 2017: Denen, die wir waren (Album, Napalm Records)
- 2019: Blūten (Album, Napalm Records)